# Fridericia striata
Fridericia striata är en ringmaskart som först beskrevs av Levinsen 1884.  Fridericia striata ingår i släktet Fridericia och familjen småringmaskar. Arten är reproducerande i Sverige. Inga underarter finns listade i Catalogue of Life.